# Conus batheon
Conus batheon é uma espécie de gastrópode do gênero Conus, pertencente a família Conidae.